# Arboretum Bramy Morawskiej
Arboretum Bramy Morawskiej – ogród botaniczny usytuowany we wschodniej części Raciborza obejmujący całym swoim zasięgiem las komunalny Obora.

## Geografia
Arboretum Bramy Morawskiej usytuowane jest we wschodniej części Raciborza, po prawej stronie rzeki Odry. Ponadto kompleks leśny położony jest w południowo-zachodniej części Parku Krajobrazowego "Cysterskie Kompozycje Krajobrazowe Rud Wielkich". Arboretum znajduje się w korytarzu ekologicznym, tzw. Pradolinie Górnej Odry o znaczeniu międzynarodowym.
Ogród botaniczny zajmuje powierzchnię 164 ha, którą można podzielić na dwa zasadnicze obszary. Pierwszy o powierzchni około 35 ha, na którym znajduje się zagospodarowany i ogrodzony ogród właściwy, gdzie umieszczono kolekcje roślin i ośrodki dydaktyczne. Drugi obszar to część przyrodniczo-krajobrazowa z fragmentami naturalnej przyrody, która zajmuje pozostałą część powierzchni.
Sieć hydrograficzna arboretum to prawobrzeżne dopływy potoku Łęgoń, którego wody łączą się z Odrą w północno-zachodniej części gminy Nędza.

## Historia
Pierwszymi właścicielami terenów, na których mieści się arboretum, byli Piastowie, a następnie cystersi, od XIII wieku zamieszkujący Rudy Raciborskie. Po 1810 roku książę raciborski August Wiktor Maria von Ratibor stał się właścicielem lasu. W 1928 roku teren ten przeszedł we władanie miasta Racibórz. Ogród powstał w 2000 roku i swoim zasięgiem objął cały obszar lasu komunalnego Obora. Arboretum Bramy Morawskiej jest członkiem Rady Ogrodów Botanicznych.

## Kolekcje
Arboretum jest interesującym przyrodniczo terenem z licznymi okazami starodrzewu, m.in. dębami o czterometrowym obwodzie. Znajdują się tu także jary, stawy i źródła.
Siedliska dominujące to: las mieszany zajmujący 127 ha (88% powierzchni), las świeży o powierzchni 14 ha (10%) oraz ols jesionowy – 3 ha (2%). Gatunkami dominującymi w lesie są sosna zwyczajna, która zajmuje 79 ha, świerk pospolity oraz dąb szypułkowy. Na obszarze arboretum znajduje się 5-hektarowy obszar, na którym rosną 160-letnie sosny i dęby, lipy i świerki oraz ponad 100-letnie lipy i graby. Na terenie ogrodu występują rośliny podlegające ochronie, m.in. ciemiężyca zielona, wawrzynek wilczełyko, zimowit jesienny, lilia złotogłów, storczyk męski.
W ogrodzie znajdują się również dwa zagospodarowane stawy: Żabi i Cienisty, w których żyją liczne gatunki roślin wodnych i przybrzeżnych. Na wysepce stawu Cienistego rosną paprocie, azalie, tawułki, a na stromych obrzeżach zbiornika rośliny wodne. Łagodne brzegi stawu Żabiego sprzyjają roślinom siedlisk podmokłych, wokół stawu znajdują się rododendrony, a na wysepce funkie, irysy, tawułki.

## Działalność społeczna

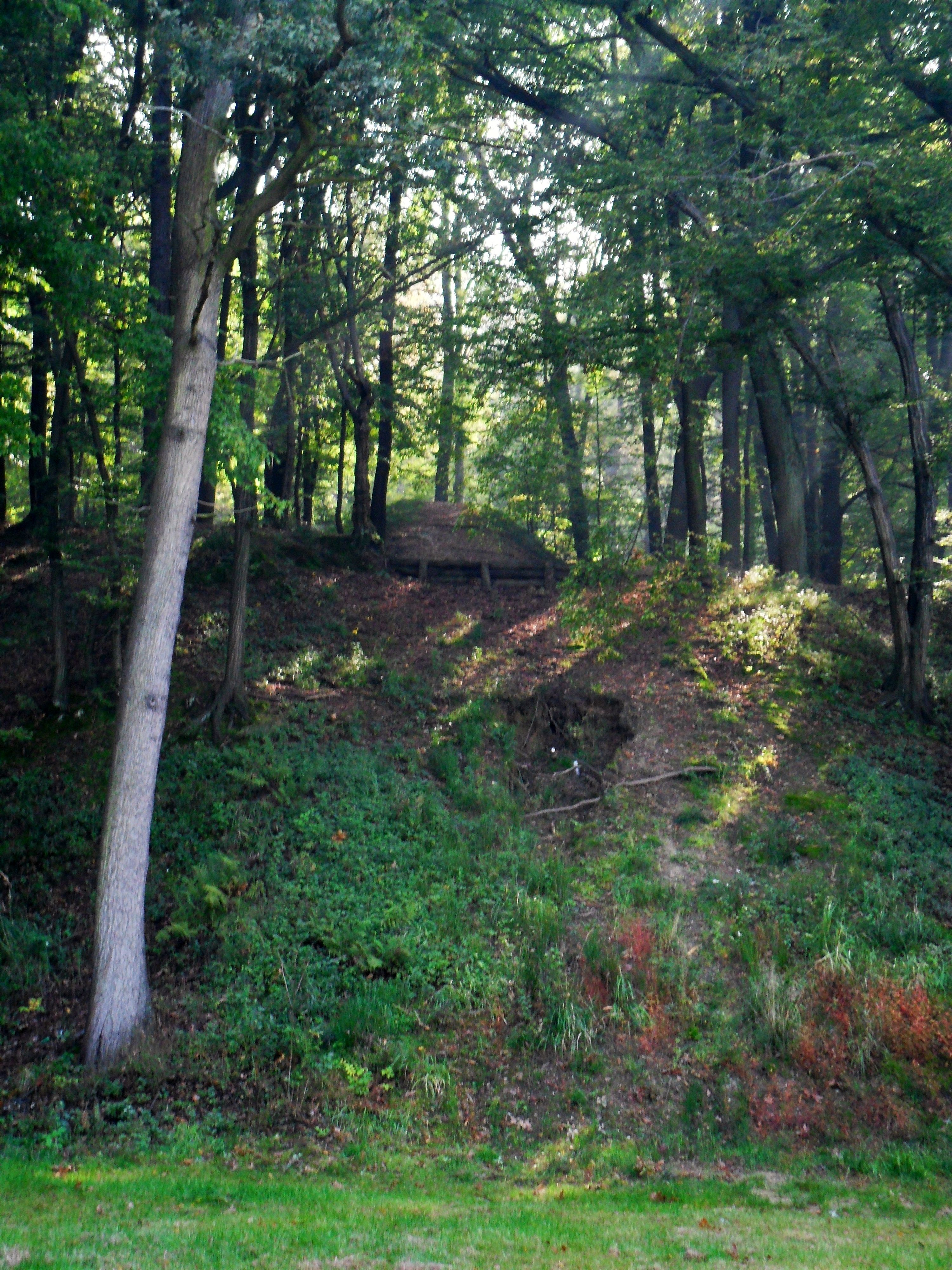
Skocznia narciarska

Głównymi celami arboretum są: działalność dydaktyczna, naukowa, kulturalna, turystyczna i zdrowotna. Na terenie ogrodu wyznaczona została jedna ścieżka zdrowotna oraz dwie ścieżki dydaktyczne: ekologiczna i dendrologiczna. Kiedyś znajdowała się tu również mała skocznia narciarska.
Ścieżka dendrologiczna biegnie przez jary, strome wzniesienia, malownicze strumyki oraz podmokłe zarośla, prezentując drzewa i krzewy rodzimego i obcego pochodzenia. Przechadzając się ścieżką można zaobserwować takie gatunki drzew rodzimych jak: modrzew, sosna, świerk, dąb, grab, lipa, jesion, klon, buk, wierzba, brzoza i wiąz; krzewów rodzimych: czeremcha, kalina, leszczyna, dereń, trzmielina, bez czarny, tarnina i jeżyna; drzew obcego pochodzenia: klon srebrzysty, kasztanowiec krwisty, kasztanowiec biały, dąb czerwony i robinia akacjowa; krzewów obcego pochodzenia: tawułowiec kalinolistny i czeremcha amerykańska.
Oprócz tego arboretum organizuje sympozja, konferencje i zajęcia dydaktyczne przeznaczone dla uczniów szkół podstawowych i średnich. Arboretum w Raciborzu ma również zaplecze naukowe. Jest nim Pracownia Zachowania Bioróżnorodności Górnego Śląska, która wyposażona jest w dwa mikroskopy elektronowe. Pierwszy pozwala na osiągnięcie powiększeń od 5 do 35 tys. razy, a drugi jest przeznaczony do obserwacji przygotowanych preparatów, przede wszystkim komórek.

## Turystyka
W Arboretum oprócz części botanicznej znajduje się także mini-zoo, w którym zgromadzono ok. 100 zwierząt, a wstęp do niego jest bezpłatny. Oprócz tego na terenie lasu znajduje się wczesnośredniowieczne kurhanowe cmentarzysko ciałopalne. Na terenie arboretum wytyczone zostały ścieżki spacerowe. Zimą można korzystać ze znajdującego się na terenie lasu toru saneczkowego i skoczni narciarskiej. Przy ogrodzie mieści się także kąpielisko miejskie oraz miejsce kempingowe dla zwiedzających arboretum i miasto. Przy wejściu do ogrodu wydzielono dla turystów bezpłatny parking, dostępna jest też znajdująca się na terenie ogrodu restauracja. Wzdłuż dolnej granicy arboretum wytyczona została trasa rowerowa. Od 2008 do 2011 roku działał również park linowy.